# Careproctus continentalis
Careproctus continentalis és una espècie de peix pertanyent a la família dels lipàrids.

## Descripció
- La femella fa 6,2 cm de llargària màxima.[5]

## Hàbitat
És un peix marí i batidemersal que viu entre 425 i 600 m de fondària.

## Distribució geogràfica
Es troba al Pacífic sud-oriental: Xile.

## Observacions
És inofensiu per als humans.